# Église Sainte-Marie de Guttenberg
Pour les articles homonymes, voir Église Sainte-Marie.
L'église Sainte-Marie (St. Mary's Church) est l'église paroissiale catholique de la ville de Guttenberg dans l'État de l'Iowa, aux États-Unis. Elle dépend de l'archidiocèse de Dubuque et elle est inscrite en 2004 au registre national des lieux historiques, ainsi que son presbytère, l'école paroissiale et le couvent.

## Histoire

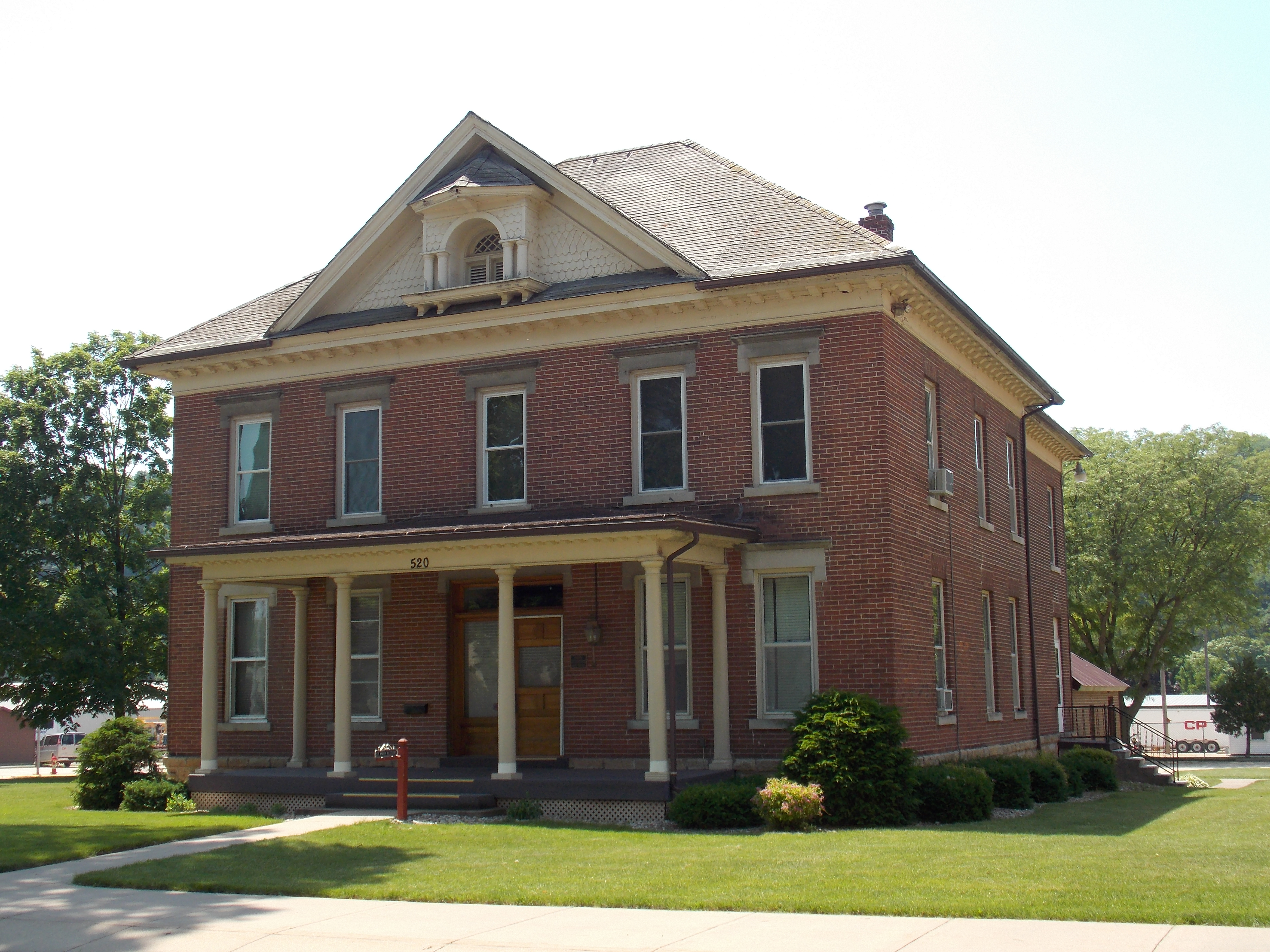
Presbytère.

La paroisse est fondée en 1851. Une première église est bâtie en 1851 au nord de la ville. Deux ans plus tard, une nouvelle église de briques est construite, l'église primitive étant convertie en école. Une troisième église de pierre est terminée en 1874. C'est alors qu'un nouveau curé, l'abbé Joseph Brinkman, arrive en 1889. Il avait participé auparavant à l'édification de la basilique Saint-François-Xavier de Dyersville et c'est lui qui dessine les projets d'une nouvelle école (1894), d'un nouveau presbytère (1899) et de l'église actuelle (1904).
La nouvelle école est construite en style colonial et l'ancienne école est reconvertie en couvent pour les Sœurs franciscaines enseignantes. Un nouveau presbytère de deux étages est aménagé en style colonial avec des influences italiennes.

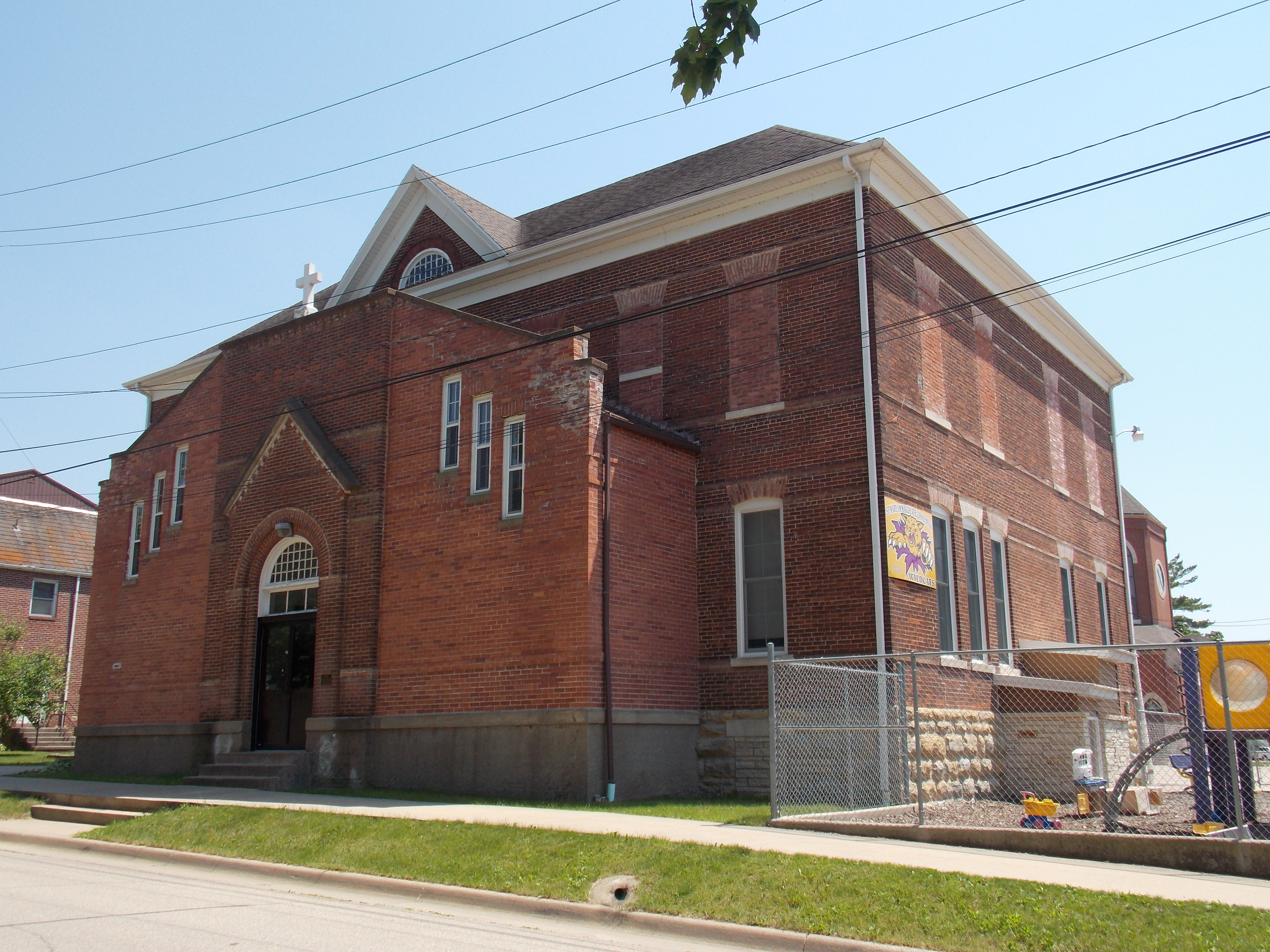
L'école paroissiale

L'église terminée en 1904 se voit rajouter une aile au sud de l'école en 1921. Le successeur de l'abbé Brinkman (mort en 1925), l'abbé Joseph Dupont, engage un architecte de Dubuque pour bâtir un nouveau couvent de style Tudor, terminé en 1926 et l'ancien est démoli.
En 1961, une nouvelle école est construite en plus de l'ancienne, à la place de l'ancien couvent. L'école secondaire ferme ses portes en 1968 et les Franciscaines de l'Adoration perpétuelle mettent fin à leur présence après 98 ans de service. L'école secondaire est absorbée par l'Immaculate Conception School de North Buena Vista, en 1968.

## Architecture

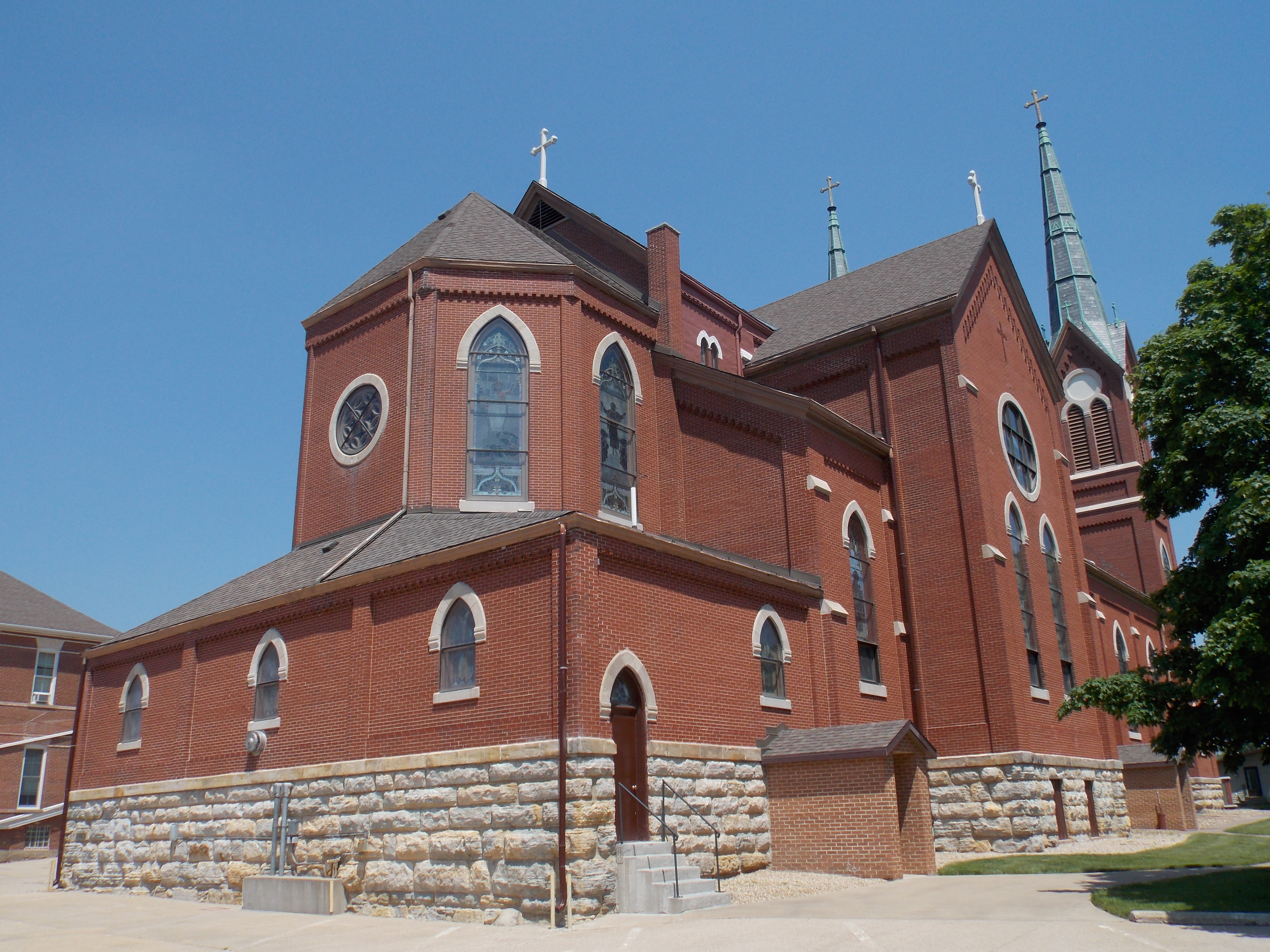
Chevet de l'église.

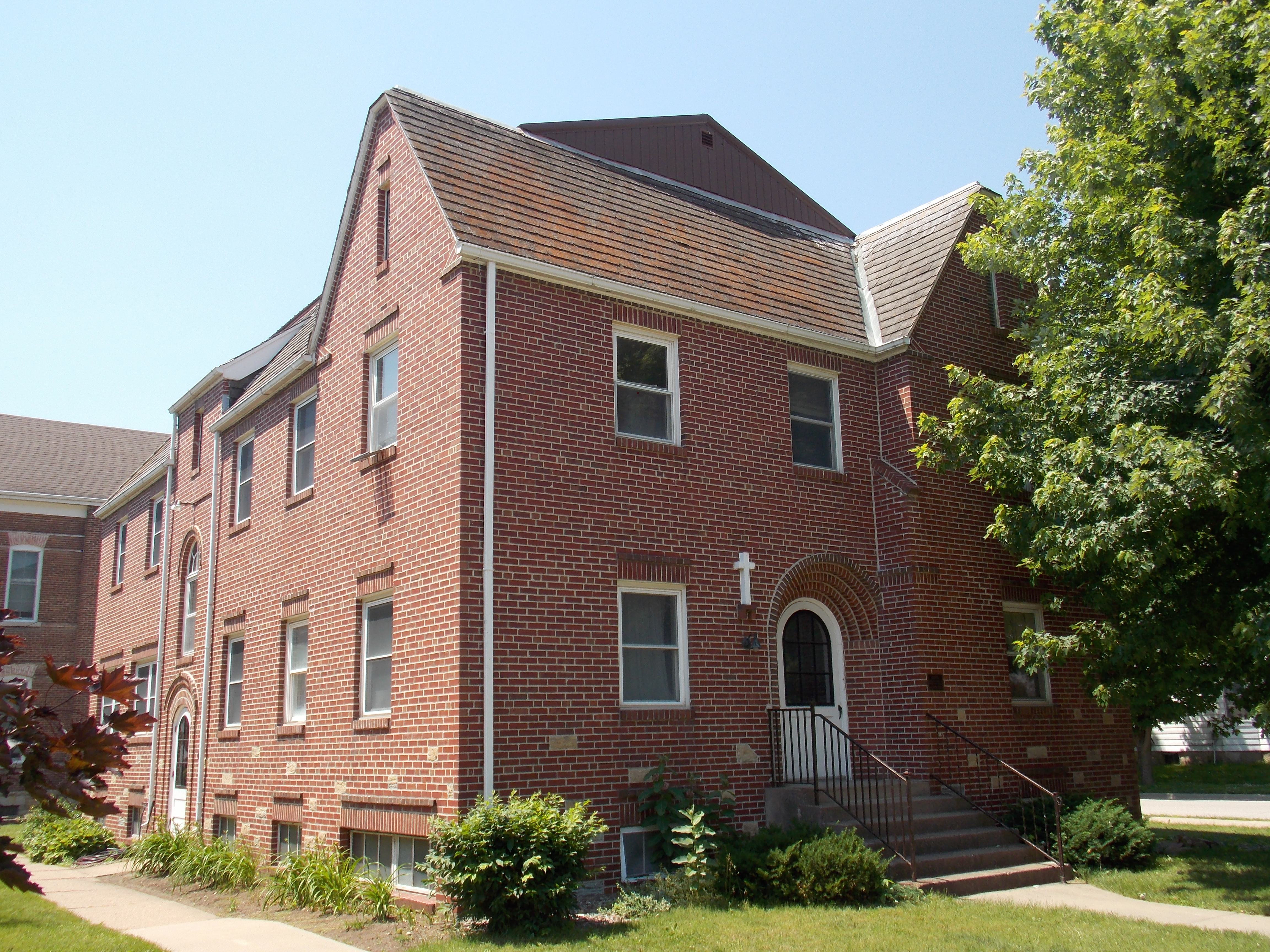
Le couvent

L'église est de style néo-gothique sur un plan de croix latine. Elle présente deux tours jumelles surmontées d'une flèche qui flanquent un portail à trois entrées. Ses fondations sont en grès et la structure est en briques. L'église mesure 152 pieds (46,3296 m) de long, 62 pieds (18,8976 m) de large, et 74 pieds (22,5552 m) au transept. L'église peut accueillir 800 fidèles. Les tours mesurent 146 pieds (44,5008 m) de hauteur et sont visibles au-dessus de toutes les autres constructions de la ville.